# Ellychnia irrorata
Ellychnia irrorata là một loài bọ cánh cứng trong họ Đom đóm (Lampyridae). Loài này được Fender miêu tả khoa học năm 1970.